# 李荣怀
李荣怀（1946年—），男，山西五台人，中华人民共和国政治人物。

## 生平
2000年，担任太原市人民政府市长兼中共太原市委副书记。2007年，当选太原市人民代表大会常务委员会主任。2009年辞职。